# Sous les pavés, la plage!

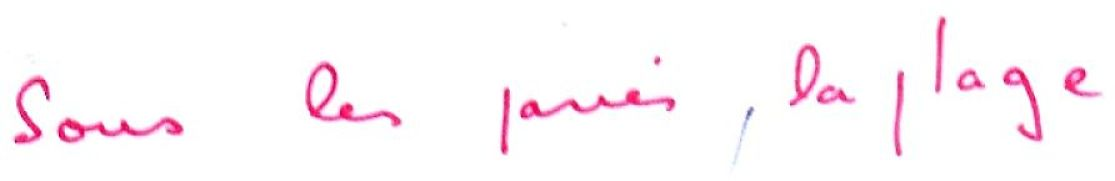
Graffiti.

Sous les pavés, la plage! (Sota les llambordes, la platja!), és un eslògan del moviment de protesta del maig de 1968 a França. Va ser encunyat per l'activista estudiantil Bernard Cousin, en col·laboració amb l'expert de relacions públiques Bernard Fritsch.
La frase es va convertir en un símbol dels esdeveniments que van tenir lloc durant la primavera de 1968, quan els estudiants van començar a construir barricades en els carrers de ciutats importants, usant paviment urbà. Després de l'aixecament de les primeres barricades, els estudiants van veure que les pedres del paviment estaven situades sobre sorra. La declaració corresponia amb la visió del moviment sobre la urbanització i la societat moderna alhora de forma literal i metafòrica.